# 公益少年團
CYC公益少年團（英語：Community Youth Club）是香港特別行政區政府教育局轄下的一個組織，為香港青少年提供學校課程以外之教育，以提高其公民責任感。現時香港有一千多間學校共逾十多萬學生參與此組織。理事會主席由教育局首席助理秘書長兼任。

## 歷史
香港政府於1970年代初推行清潔香港運動，教育署（今教育局）遂於1974年於各官立及資助中學和小學成立「少清隊」（少年清潔隊），為學生提供清潔環境的社區工作。隨著活動範圍擴充至清潔以外的社區服務，少清隊於1978年2月改名為公益少年團。

## 團歌
公益少年團團歌為《愛心顯光芒》，於1988年由成龍主唱，並收錄在他的专辑《豪情》之中。

## 相關組織
- 公益青年服務團

## 相關影視作品
- CYC家族

## 外部連結
- 香港特別行政區政府 教育局公益少年團 （页面存档备份，存于）
- 公益青年服務團 - 維基（非官方網站）
- 分區委員會轄下學校本團活動舉隅 （页面存档备份，存于）
- 本團十八區委會每年為公益金籌得鉅款 （页面存档备份，存于）
- 本團十八區團員參與每年環保標語創作
- 2010年傑出團員外訪短片[2][3][4][5][6][7]